# Isabel Allende Karam
Isabel Allende Karam es una diplomática y traductora cubana, rectora del Instituto Superior de Relaciones Internacionales de Cuba.
Estudió en Chequia, trabajó en el Centro Cultural de Cuba en Praga y en la Embajada de Cuba en Checoeslovaquia.
Fue traductora de Fidel Castro durante su viaje a Chequia. Su carrera continuó como la directora del departamento de países socialistas centroeuropeos en el MINREX, Ministerio de relaciones exteriores de Cuba. También se desempeñó como Viceministra de relaciones exteriores de Cuba y embajadora de Cuba en España (1999) y Rusia. Su esposo es un escritor cubano.[cita requerida]